# Southern Gateway
Southern Gateway – jednostka osadnicza w Stanach Zjednoczonych, w stanie Wirginia, w hrabstwie Stafford.